# Beriotisia cuculliformis
Beriotisia cuculliformis är en fjärilsart som beskrevs av Köhler 1944. Beriotisia cuculliformis ingår i släktet Beriotisia och familjen nattflyn. Inga underarter finns listade i Catalogue of Life.